# Amphistomus speculifer
Amphistomus speculifer là một loài bọ cánh cứng trong họ Bọ hung (Scarabaeidae).